# فرهنگ لغت فشرده آکسفورد
فرهنگ لغت فشرده آکسفورد (انگلیسی: Concise Oxford English Dictionary) معروف‌ترین واژه‌نامه کوچک آکسفورد است. دوازدهمین چاپ آن، که در سال ۲۰۱۱ منتشر شد، توسط سازمان ملل متحد و ناتو به عنوان مرجع فعلی برای املای اسناد نوشته شده به زبان انگلیسی برای استفاده بین‌المللی استفاده می‌شود.